# Die Siedler – Meine Stadt
Die Siedler – Meine Stadt war ein Facebook-Spiel innerhalb der Die Siedler Serie, das von Blue Byte entwickelt und 2010 von Ubisoft veröffentlicht wurde. Der Betrieb wurde eingestellt. Mit Die Siedler Online platzierte man das nächste Produkt im Browserspiel-Segment.

## Spielprinzip
Der Spieler erhält Erfahrungspunkte für den Bau von Gebäuden in seiner Siedlung und steigt damit im Rang auf, was weitere Gebäude freischaltet. Die dafür notwendigen Rohstoffe werden abgebaut und weiteren Produktionsketten zugeführt. Fehlt ein Rohstoff, kann ein Facebook-Freund danach gefragt werden.

## Rezeption
- 2010: Deutscher Entwicklerpreis – Bestes Social-Game[2]